# Yeardley Smith
Martha Maria Yeardley Smith (IPA: ˈjɑrdli; Párizs, 1964. július 3.) Primetime Emmy-díjas amerikai színésznő, író.
Leginkább Lisa Simpson eredeti hangjaként ismert A Simpson család című sorozatból.

## Élete
1964. július 3-án született Párizsban. Apja, Joseph Smith a United Press Internationalnél dolgozott, 1966-ban költözött Washingtonba. A The Washington Post szerkesztője lett. Anyja a Smithsonian Intézetnél dolgozott. Smith szülei később elváltak. Családját "nyugodtnak" nevezte. Gyerekkorában gyakran piszkálták különös hangja miatt. Első szerepe egy hatodikos színdarabban volt.

## Magánélete
1990-ben házasodott össze Christopher Grove színésszel. Két év után elváltak. 2002-ben kötött házasságot Daniel Ericksonnal; a házasság hat évig tartott. Smith 2008. május 21.-én beadta a válópert. Tinédzser korában bulimiás volt.
Szeret írni és festeni. A Just Humor Me című könyvben van egy történet, amelyet Smith írt, "The Race" címmel. Írt egy gyerekeknek szóló könyvet is, I, Lorelei címmel. A könyv 2009 februárjában jelent meg.
Jelenleg a Small Town Dicks nevű podcast egyik műsorvezetőjével, "Detective Dan"-nel él.